# ملكة الليل (مسلسل)
ملكة الليل (بالتركية: Gecenin Kraliçesi)‏ أو عطر الأمس مسلسل تلفزيوني درامي تركي، أنتج في نوفمبر 2015، وعرض عبر شاشة Star TV التركية.

## بطولة
العمل من بطولة كل من مراد يلدريم ومريم أوزرلي وأوغور بولات ودنيز جليل أوغلو وبوراك دنيز وسادا أكمان وفوندا إيرييت وسليم بيركتار، ونخبة من النجوم الأتراك.

## القصة
تدور حول رجل أرمل يدعى «عزيز» يحترم ذكرى زوجته الراحلة بعد وفاتها ويرفض أن يرتبط بغيرها. يَقتل صديقه مصطفى فيتبنّى إبنه البالغ من العمر 3 سنوات وإسمه «كارتال». حين يبلغ كارتال سن الرشد يتعرّف إلى «سيلين»، حيث يقع الاثنان في غرام بعضهما في أجواءٍ تصاعدية يتخلّلها مثلث حب يجمع الشابين مع الوالد وتحدث بعض الاضطرابات في حياتهما.

## وصلات خارجية
- مسلسل ملكة الليل على موقع IMDb (الإنجليزية)
- مسلسل ملكة الليل على موقع كينوبويسك (الروسية)
- مسلسل ملكة الليل على موقع قاعدة بيانات الفيلم (الإنجليزية)